# Кемський каскад
Ке́мський каска́д — каскад гідроелектростанцій, розташованих на річці Кем у Республіці Карелія.
Каскад має у своєму складі:
- Юшкозерська ГЕС (1971—1980, 18 MW),
- Білопорозька ГЕС (1992—1999, 130 MW),
- Кривопорозька ГЕС (1977—1991, 180 MW),
- Подужемська ГЕС (1968—1971, 48 MW)
- Путкінська ГЕС (1962—1967, 84 MW)

Сумарна діюча потужність каскаду становить 330 МВт (планувалася 460 МВт), середньорічне вироблення — 1,17 млрд кВт·год (планувалася 1,51 млрд кВт·год).
Будівництво комплексу велося в 1962—1999 роках, у 1999 році на останній ступені (Білопорозька ГЕС) будівництво було заморожено.
Весь комплекс електростанцій, крім Білопорозької ГЕС, належить компанії ТГК-1. Білопорозька ГЕС належить АТ «Норд-Гідро».